# سعيد بن عبد الرحمن الجمحي
سعيد بن عبد الرحمن الجمحي (104 - 176 هـ = 722 - 792 م)، قاضي بغداد. منشأه في المدينة المنورة. وهو من رجال الحديث النبوي.

## سيرته
هو سعيد بن عبد الرحمن بن عبد الله بن جميل بن عامر بن حِذْيَم بن سلامان بن ربيعة بن سعد بن جُمح، أبو عبد الله المَدينيُّ الجُمحي، أمه أم حسين بنت معاذ بن عبد الله، نسبة من الأنصار من بني سالم، وولي سعيد بن عبد الرحمن القضاء ببغداد في عسكر المهديّ زمن هارون الرشيد، وتوفي ببغداد سنة 176 هـ. له يَقُول الشاعر يرثيه:

## روايته للحديث النبوي
- حدث عن: سعد بن إسحاق بن كعب بن عجرة، وسلمة بن دينار، وسهيل بن أبي صالح، وصالح بن محمد بن زائدة أبي واقد الليثي الصغير، وعبد الله بن عبد الله بن أبي طلحة، وعبد الله بن محمد بن سيرين، وعبد الحميد بن جبير بن شيبة، وعبد الرحمن بن القاسم بن محمد بن أبي بكر، وعبيد الله بن عمر، ومحمد بن قيس المدني، ومحمد بن واثلة الأسدي، وموسى بن علي بن رباح، وهشام بن عروة، ويونس بن يزيد الأيلي.
- حدث عنه: إبراهيم بن عبد الله بن حاتم الهروي، وأحمد بن إبراهيم الموصلي، وإسحاق بن محمد الفروي المدني، وإسماعيل بن إبراهيم الترجماني، وجعفر بن أبي هريرة، وخالد بن القاسم المدائني، وأبو توبة الربيع بن نافع الحلبي، وزكريا بن يحيى زحمويه، وسريج بن النعمان الجوهري، وسعيد بن أبي مريم، وسعيد بن سليمان الواسطي، وسليمان بن داود الهاشمي، وصالح بن رزيق، وعبد الله بن وهب، وعبد الرحمن بن واقد الواقدي، وعبد العزيز بن عبد الله الأويسي، وعلي بن حجر المروزي، وعمر بن عثمان التيمي، وأبو موسى عيسى بن سليمان الشيزري، والليث بن سعد، ومحمد بن بكار بن الريان، ومحمد بن سليمان لوين، ومحمد بن الصباح الدولابي، ومحمد بن عيسى بن الطباع، ويحيى بن أيوب المقابري، ويحيى بن محمد الجاري.
- منزلته في الجرح والتعديل: قال أحمد بن حنبل: «ليس به بأس»، وقال يحيى بن معين: «ثقة»، وقال يعقوب بن سفيان: «لين الحديث»، وقال أبو حاتم الرازي: «صالح»، وقال النسائي: «لا بأس به»، وقال زكريا بن يحيى الساجي: «يروي عن هشام وسهيل أحاديث لا يتابع عليها». وقال ابن عدي: «له أحاديث غرائب حسان، وأرجو أنها مستقيمة، وإنما يهم عندي في الشئ بعد الشئ، فيرفع موقوفًا أو يصل مرسلاً، لا عن تعمد.»، روى له محمد بن إسماعيل البخاري في خلق أفعال العباد والباقون سوى الترمذي.[3]